# Червенка
 Тази статия е за вилната зона.  За гъбата вижте Бясна гъба.  
Червенка е вилна зона на 3 km южно от гр. Черноморец. Намира се на 27 km от Бургас в посока към Созопол. Има 10-ина улици, хубави къщи и чудесни скали за плаж.
Нос Червенка е защитена територия от категорията природна забележителност. Обявена е през 1973 г. с предмет на защита уникалните скални образувания там.